# Rome (Wisconsin, Adams megye, város)
Rome város az USA Wisconsin államában, Adams megyében. Lakosainak száma 3025 fő (2020. április 1.).

## Népesség
A település népességének változása:

| 2010 | 2 720 |
| 2020 | 3 025 |